# Chapelle de la Bernardière de Saint-Macaire-en-Mauges
La chapelle de la Bernardière est une chapelle située à Saint-Macaire-en-Mauges, en France.

## Localisation
La chapelle est située dans le département français de Maine-et-Loire, sur la commune de Saint-Macaire-en-Mauges.

## Historique
L'édifice est inscrit au titre des monuments historiques en 1989.